# Жаданы (Полтавская область)
Жаданы (укр. Жадани) — село,
Петро-Давыдовский сельский совет,
Диканьский район,
Полтавская область,
Украина.
Код КОАТУУ — 5321084505. Население по переписи 2001 года составляло 138 человек.

## Географическое положение
Село Жаданы находится на одном из истоков реки Великая Говтва,
ниже по течению примыкает село Горбатовка.
По селу протекает пересыхающий ручей с запрудой.